# Bahnhof Cranzahl
Der Bahnhof Cranzahl ist eine Betriebsstelle der Bahnstrecke Vejprty–Annaberg-Buchholz unt Bf und der hier anschließenden Schmalspurbahn Cranzahl–Kurort Oberwiesenthal auf dem Gebiet des Ortsteiles Cranzahl der Gemeinde Sehmatal im sächsischen Erzgebirgskreis.

## Geschichte
Cranzahl erhielt an der am 3. August 1872 eröffneten Bahnstrecke Weipert–Annaberg einen Bahnanschluss. 1880 wurde der erste Teil des heutigen Empfangsgebäudes errichtet.
Mit dem Bau der Schmalspurbahn wurde auch der Bahnhof erweitert. Das Empfangsgebäude wurde ebenfalls umgebaut und erhielt seine heutige Form. Für die Einbindung der Schmalspurbahn wurden zwei Varianten projektiert. Eine nördlich der vorhandenen Normalspuranlagen und eine südlich davon. Da man bei zweiter im Winter Schneeprobleme befürchtete und erstere auch mit deutlich weniger Bauaufwand herzustellen war, entschied man sich für erstere, allerdings war nun eine Kreuzung zwischen Normal- und Schmalspurgleis an der Bahnhofsausfahrt nötig. An Hochbauten wurde ein einständiges Heizhaus, eine Umladehalle und eine Betriebsmittelüberladerampe neu errichtet.
Bereits bei der Projektierung war eine Rollbockgrube eingeplant, die 1899 gebaut wurde. 1906 wurde diese durch eine Rollwagengrube ersetzt. Durch den unerwartet hohen Wintersportausflugsverkehr stellte der Bahnhof ein Betriebshindernis dar. Bereits um 1900 wurde für die Schmalspurbahn ein zweites Bahnsteiggleis gebaut, aber auch dieses konnte das Problem nicht lösen. Ab 1912 wurde daraufhin der Bahnhof grundlegend erweitert.

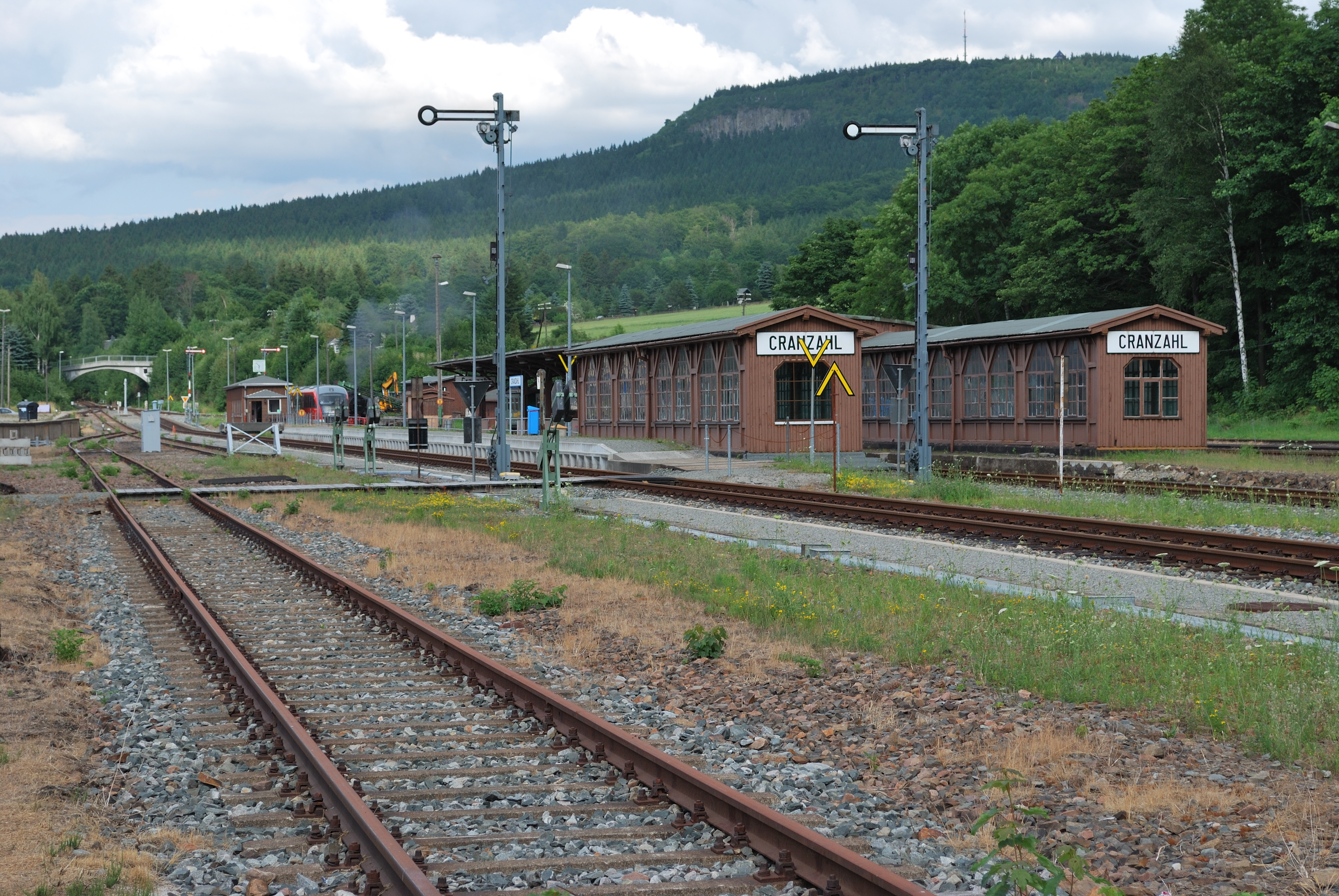
Die Bahnsteige sind über einen Personentunnel erreichbar. (2010)

Es wurde südlich der Normalspuranlagen ein neuer Bahnhofsteil für den Personenverkehr der Schmalspurbahn gebaut. Dazu musste ausreichend Bauplatz in den Berghang gesprengt werden. Seit dem Abschluss der Umbauarbeiten müssen Personenzüge nicht mehr die Normalspurstrecke überqueren, auch sind Schmalspurzugkreuzungen in Cranzahl möglich. Die Güteranlagen verblieben an der bisherigen Stelle. Seitdem haben sich die Anlagen des Bahnhofs kaum verändert. Das hauptsächlich als Werkstatt genutzte Heizhaus erhielt in den 1920er Jahren einen Anbau mit einer richtigen Werkstatt.
Cranzahl bekam in den Sommermonaten des Jahres 1969 ein Eilzugpaar von Berlin, das über Zwickau fuhr, der in Annaberg-Buchholz Süd „Kopf machte“. Cranzahl erhielt im Jahre 1971 ein tägliches Eilzugpaar von Leipzig kommend und wieder zurück, dieses verkehrte noch bis zum 1. Juli 1991. Der Eilzug hielt aber nie in Annaberg-Buchholz. Im Jahre 1991 war das Ende der Eilzüge nach Cranzahl eingeleitet.
Obwohl alle Lokomotiven der Schmalspurbahn immer in Oberwiesenthal stationiert sind, wurden die Dampflokomotiven lange Zeit in Cranzahl bekohlt. Der dafür vorhandene Kran wurde in den 1980er Jahren durch ein Förderband ersetzt. Seit Herbst 2023 erfolgt die Bekohlung am Bahnhof Oberwiesenthal. Grund dafür ist die Anlieferung der Kohle auf der Straße, welche bislang bis Cranzahl per Schiene erfolgte.
Die Weichen und Signale des Bahnhofs Cranzahl werden über ein mechanisches Stellwerk der Bauart Jüdel 11000 gestellt. Die Ausfahrsignale sind als Formsignale, die Einfahrsignale als Lichtsignale nach dem Hl-Signalsystem ausgeführt, die über Hebel gestellt werden.
Am 14. Dezember 2003 übernahm die Erzgebirgsbahn den Betrieb auf der Strecke Weipert—Cranzahl—Annaberg-Buchholz—Zschopau—Flöha—Chemnitz. Nach Informationen von Ende September 2022 sollte die Erzgebirgsbahn Anfang Juni 2024 ihren Fahrbetrieb einstellen. Eine vom Verkehrsverbund Mittelsachsen vorgesehene Direktvergabe der Weiterführung des Fahrtbetriebes der Erzgebirgsbahn auf den Linien RB 80, 81 und 95 war gescheitert, die Erzgebirgsbahn habe kein Angebot für eine Beauftragung über den 8. Juni 2024 hinaus abgegeben. Die Strecken von Chemnitz nach Cranzahl bzw. Olbernhau-Grünthal sollten ab dem 9. Juni 2024 bis Dezember 2030 von der City-Bahn Chemnitz betrieben werden. Am 23. Juni 2023 gab der Verkehrsverbund Mittelsachsen (VMS) bekannt, dass die Erzgebirgsbahn nun doch ab Juni 2024 die Linien weiter betreiben wird. Der VMS hat auf Grundlage eines neuen Angebots eine Direktvergabe an die Erzgebirgsbahn vollzogen. Somit wird auch über das Jahr 2024 hinaus die Erzgebirgsbahn auf den Linien RB80, 81 und 95 den Fahrtbetrieb durchführen.
Die Strecke soll perspektivisch auch in das Chemnitzer Modell eingebunden werden.
Am 15. Dezember 2019 wurde der Fahrbetrieb auf der Bahnstrecke Chomutov–Vejprty von der Tochterfirma Die Länderbahn CZ der Die Länderbahn übernommen. Diese bietet seit dem Jahr 2020 an den Wochenenden zwischen April und Oktober Saisonverkehr zwischen Chomutov und Vejprty und grenzüberschreitende bis Cranzahl an.  Seit 2024 wurde der Betrieb je um einen Monat durch den tschechischen Besteller Doprava Ústeckého Kraje verlängert, nun geht er von Ende März bis Anfang November.
Bis 2034 soll der Bahnhof Cranzahl elektrifiziert werden. Der Grund hierfür ist der Einsatz von Akkutriebzügen, welche die starke Steigung von Annaberg-Buchholz Süd nach Cranzahl nicht schaffen würden.